# 업스타트 (소프트웨어)
업스타트(Upstart)는 컴퓨터가 시작될 때 여러 Unix 계열 컴퓨터 운영 체제가 작업을 수행하는 방법인 기존 init 데몬에 대한 중단된 이벤트 기반 대체이다. 캐노니컬의 전직 직원인 스콧 제임스 렘넌트가 작성했다. 2014년에 업스타트는 유지 관리 모드로 전환되었고 업스타트 대신 systemd와 같은 다른 init 데몬이 권장되었다. 우분투는 버전 15.04(Vivid Vervet) 출시와 함께 업스타트에서 벗어나 systemd로 이관했다. 2024년 6월 기준, 2014년 9월 이후 업스타트에 대한 업데이트가 출시되지 않고 있다.

## 원칙
기존의 init 프로세스는 원래 전원을 켠 후 컴퓨터를 정상 실행 상태로 전환하거나 종료하기 전에 서비스를 정상적으로 종료하는 역할만 담당했다. 결과적으로 설계는 엄격하게 동기화되어 현재 작업이 완료될 때까지 향후 작업을 차단한다. 해당 작업도 이 준비 또는 정리 기능으로 제한되므로 사전에 정의해야 한다. 이로 인해 다음을 포함하여 최신 데스크톱 컴퓨터에서 시작 이외의 다양한 작업을 우아하게 처리할 수 없다.
- 기계가 실행되는 동안 USB 플래시 드라이브 및 기타 휴대용 저장 장치나 네트워크 장치의 추가 또는 제거
- 새로운 저장 장치 검색 및 검색(특히 검색될 때까지 디스크 전원이 켜지지 않는 경우)
- 장치가 감지된 후 사용 가능하기 전에 발생해야 할 수 있는 장치의 펌웨어 로드

업스타트의 이벤트 중심 모델을 사용하면 이벤트가 생성될 때 이벤트에 비동기적으로 응답할 수 있다.

## 같이 보기
- Systemd
- 데몬 (컴퓨팅)